# Canton de Villeneuve-la-Garenne
Le canton de Villeneuve-la-Garenne est une ancienne division administrative française située dans le département des Hauts-de-Seine et la région Île-de-France.
À la suite du redécoupage cantonal de 2014, le canton est supprimé, et son territoire intégré au canton de Gennevilliers.

## Histoire

### Avant 1945
Voir canton d'Asnières-sur-Seine
Dans le cadre de la mise en place du département des Hauts-de-Seine, le canton de Villeneuve-la-Garenne comprenant la seule commune de Villeneuve-la-Garenne, est créé par le décret du 20 juillet 1967.
Un nouveau découpage territorial des Hauts-de-Seine entre en vigueur à l'occasion des premières élections départementales suivant le décret du 26 février 2014. Les conseillers départementaux sont, à compter de ces élections, élus au scrutin majoritaire binominal mixte. Les électeurs de chaque canton élisent au Conseil départemental, nouvelle appellation du Conseil général, deux membres de sexe différent, qui se présentent en binôme de candidats. Les conseillers départementaux sont élus pour 6 ans au scrutin binominal majoritaire à deux tours, l'accès au second tour nécessitant 12,5 % des inscrits au 1er tour. En outre la totalité des conseillers départementaux est renouvelée. Ce nouveau mode de scrutin nécessite un redécoupage des cantons dont le nombre est divisé par deux avec arrondi à l'unité impaire supérieure si ce nombre n'est pas entier impair, assorti de conditions de seuils minimaux. Dans les Hauts-de-Seine, le nombre de cantons passe ainsi de 45 à 23.
Dans ce cadre, le canton est supprimé et son territoire intégré dans le canton de Gennevilliers.

## Représentation (1967 à 2015)
| Période       | Période                | Identité                | Étiquette             | Qualité |
| ------------- | ---------------------- | ----------------------- | --------------------- | --- |
| 1967          | 6 octobre 1999 (décès) | Roger Prévot            | DVD puis UDF puis RPF | Ingénieur Maire de Villeneuve-la-Garenne (1953 → 1999) Décédé en fonction                                                      |
| novembre 1999 | 2015                   | Alain-Bernard Boulanger | DVD puis UMP          | Expert-comptable retraité Maire de Villeneuve-la-Garenne (1999 → 2019) Premier vice-président du Conseil général (2007 → 2015) |

## Composition
Le canton était constitué de la totalité de la commune de Villeneuve-la-Garenne.
| Communes              | Population (2012) | Code postal | Code Insee |
| --------------------- | ----------------- | ----------- | ---------- |
| Villeneuve-la-Garenne | 24 711            | 92 390      | 92 078     |

## Démographie
| 1962   | 1968   | 1975   | 1982   | 1990   | 1999   | 2008   | 2009 |
| ------ | ------ | ------ | ------ | ------ | ------ | ------ | ---- |
| 13 780 | 22 715 | 23 691 | 23 906 | 23 824 | 22 349 | 24 711 | -    |

## Pour approfondir